# Lorenzo Magalotti (Schriftsteller)
Lorenzo Magalotti (* 24. Oktober 1637 in Rom; † 2. März 1712 in Florenz) war ein italienischer Gelehrter, Dichter und Diplomat.

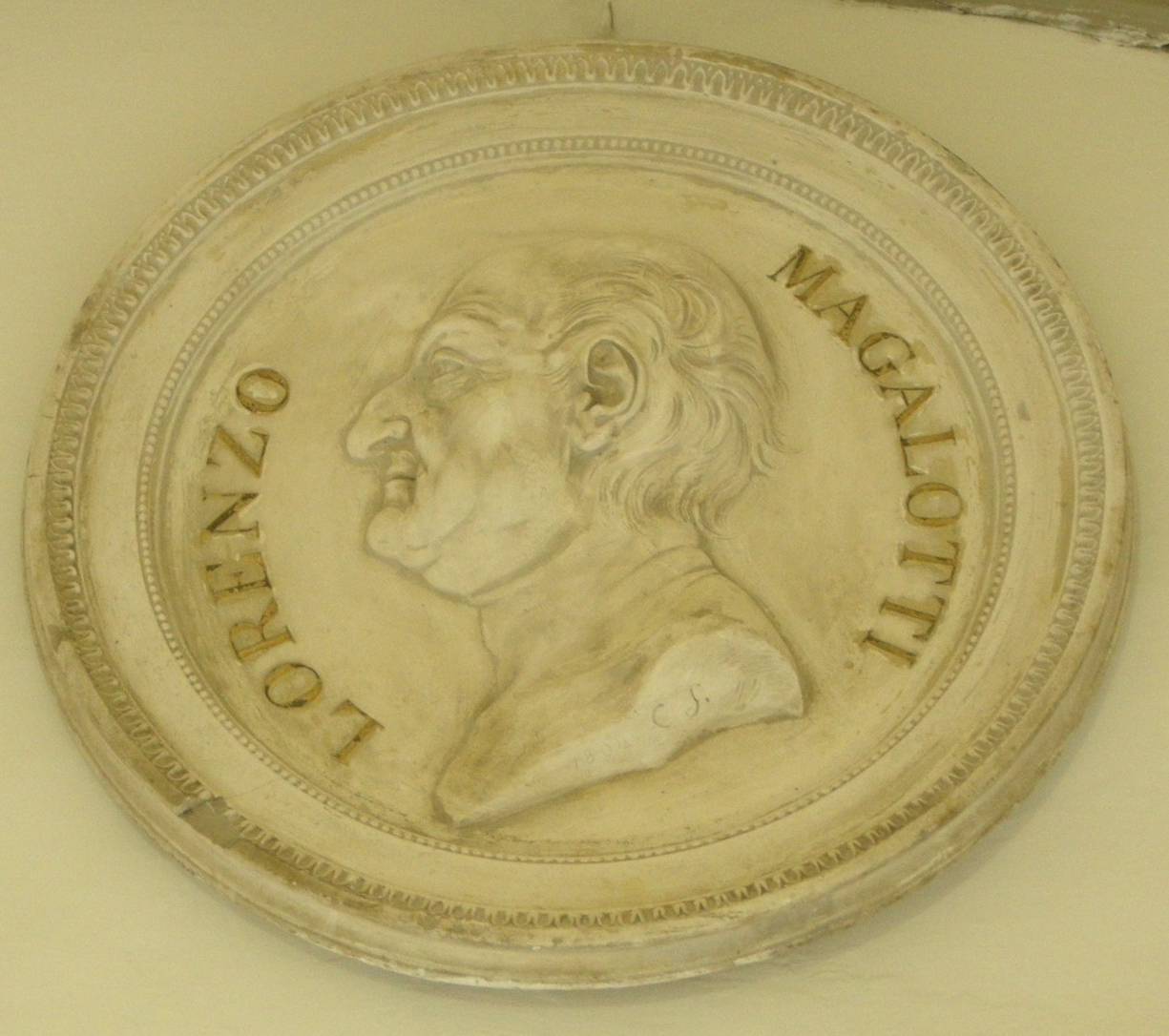
Erinnerungsmedaille im Museum La Specola (Florenz)

## Leben
Magalotti stammte aus dem römischen Adel, sein Vater Ottavio war Präfekt der vatikanischen Post. Sein Onkel Lorenzo war Kardinal, sein Cousin Filippo Rektor der Universität Pisa.
Er besuchte das Collegio Romano in Rom und die Universität Pisa, wo er zunächst Jura und Medizin studierte und dann Mathematik beim Galilei-Schüler Vincenzo Viviani. Auch Magalotti wurde ein eifriger Anhänger der Lehre Galileis. Magalotti war ab 1660 Sekretär der 1657 gegründeten Accademia del Cimento, die sich in Florenz unter der Patronage der Medici experimenteller Naturwissenschaft im Sinne Galileis widmete. Als Sekretär war er auch maßgeblich an den 1667 erschienenen Abhandlungen über die Experimente der Akademie beteiligt, die europaweit Verbreitung fanden und einflussreich waren. Später verlor er das Interesse an Wissenschaft, die auch vom neuen Großherzog Cosimo III. de’ Medici (ab 1670) wenig gepflegt wurde. Er wurde Diplomat im Dienst der Medici und später Schriftsteller.
1664 war er mit der Aufsicht über die Ausgestaltung des Palazzo Pitti betraut und knüpfte viele Kontakte zu Künstlern. Er lernte nach Kontakten mit Engländern, die Florenz besuchten, Englisch und brach 1667 zu einer Reise in die Niederlande auf. Begleitet wurde er dabei von seinem Freund dem Architekten Paolo Falconieri und in den Niederlanden war er in den gleichzeitigen Besuch des Großherzogs der Toskana Cosimo III. Medici eingebunden. Er begleitete diesen aber nicht weiter nach Hamburg, sondern besuchte danach London, wo er die Royal Society besuchte, einschließlich Demonstrationsexperimenten von Robert Hooke, und in Oxford Robert Boyle. Anschließend traf er in Paris unter anderem Henri-Louis Habert de Montmor und Ismael Boulliau und schloss sich dann wieder der offiziellen Reisegruppe von Cosimo Medici nach Spanien, Portugal, England und den Niederlanden an und führte dazu ein Tagebuch. Sie fuhren über Paris zurück und kamen am 1. November 1669 wieder in Florenz an. Magalotti war anschließend in diplomatischer Mission in Brüssel, Köln, den Niederlanden, Hamburg, Kopenhagen und Stockholm und 1675 wurde er in den Grafenstand erhoben und wurde Botschafter der Toskana beim Kaiser in Wien. 1678 war er wieder in Florenz. 1689 bis 1691 war er Staatsrat.
Er wandte sich nun der Dichtkunst zu in der Art von Petrarca und anakreontische Gedichte. Er übersetzte Teile des Verlorenen Paradieses von John Milton und Gedichte von John Philips (The Cyder, postum 1752 veröffentlicht, und Splendid Shilling) und Edmund Waller (1606–1687) (Battle of the Bermudas) aus dem Englischen. Er war mit dem französischen Schriftsteller Charles de Marguetel de Saint-Denis de Saint-Evremond befreundet. Er kommentierte auch die ersten fünf Gesänge von Dantes Inferno.
1709 wurde er Fellow der Royal Society.

## Schriften
- Lettere sopra le terre odorose d'Europa e d'America dette volgarmente buccheri 1695
- Lettere familiari contro l'ateismo, 1719
- Lettere scientifiche ed erudite, 1721
- La donna immaginaria, 1690 (Gedicht)
- Canzonette anacreontiche, 1723
- La madraselva, 1762